# Andrea Palma (attrice)
Andrea Palma, nata Guadalupe Bracho Pérez-Gavilán (Durango, 16 aprile 1903 – Città del Messico, 11 novembre 1987), è stata un'attrice messicana, considerata la prima star della cosiddetta Época de Oro del cine mexicano.

## Filmografia
- Girl of the Rio, regia di Herbert Brenon (1932)
- La mujer del puerto, regia di Arcady Boytler e Raphael J. Sevilla (1934)
- Sor Juana Inés de la Cruz, regia di Ramón Peón (1935)
- El primo Basilio, regia di Carlos de Nájera (1935)
- Bel Ami, regia di Antonio Momplet (1947)
- Tarzan e le sirene (Tarzan and the Mermaids), regia di Robert Florey (1948)
- Estasi di un delitto (Ensayo de un crimen), regia di Luis Buñuel (1955)